# Liste der österreichischen Botschafter in Serbien

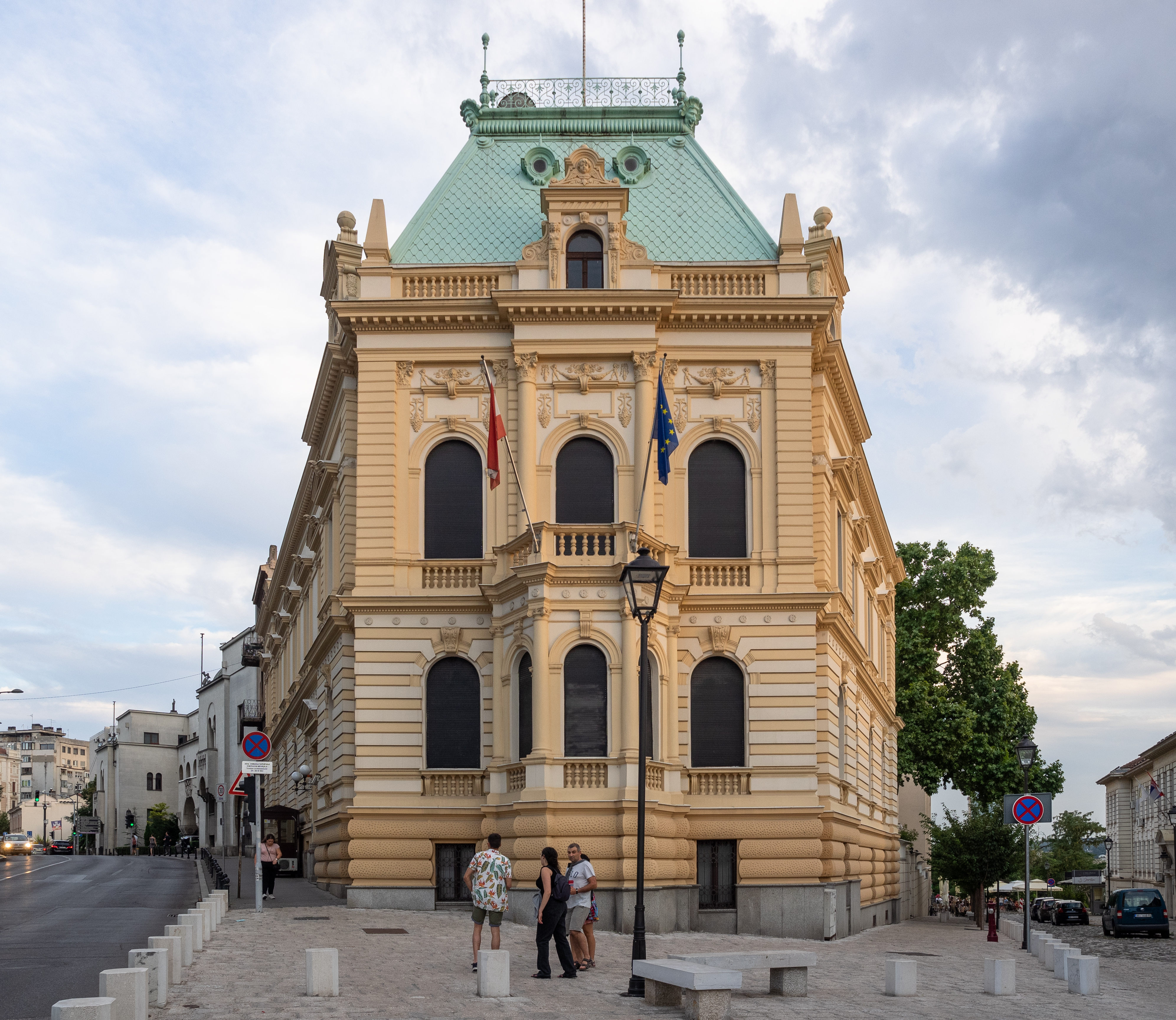
Die österreichische Botschaft befindet sich im ehemaligen Haus von Dimitrij N. Krsmanovic, in Belgrad.

Österreichische Botschafter in Serbien. Serbien war von 1918 bis 2003 ein Teil von Jugoslawien.

## Botschafter
| Ernannt / Akkreditiert | Name                                     | Bemerkungen                                       | ernannt während der Regierung von            | akkreditiert während der Regierung | Posten verlassen |
| ---------------------- | ---------------------------------------- | ------------------------------------------------- | -------------------------------------------- | ---------------------------------- | ---------------- |
| 27. Jan. 1868          | Benjamin Kállay von Nagy-Kálló           | (1839; † 1903)                                    | Franz Joseph I.                              | Milan I.                           | 16. Mai 1875     |
| 26. Juni 1875          | Nikolaus von Wrede                       |                                                   | Franz Joseph I.                              | Milan I.                           | 8. Okt. 1878     |
| 8. Okt. 1878           | Gabriel von Herbert-Rathkeal             |                                                   | Franz Joseph I.                              | Milan I.                           | 26. Sep. 1881    |
| 24. Okt. 1881          | Rudolf von Khevenhüller-Metsch           |                                                   | Franz Joseph I.                              | Milan I.                           | 28. Nov. 1886    |
| 21. Feb. 1887          | Ladislaus Hengelmüller von Hengervár     |                                                   | Franz Joseph I.                              | Milan I.                           | 30. Juli 1889    |
| 30. Juli 1889          | Gustav von Thömmel                       |                                                   | Franz Joseph I.                              | Aleksandar Obrenovic               | 10. Sep. 1895    |
| 10. Sep. 1895          | Franz Schiessl von Perstorff             |                                                   | Franz Joseph I.                              | Aleksandar Obrenovic               | 18. Dez. 1899    |
| 8. Jan. 1900           | Karl Heidler von Egeregg und Syrgenstein | (1848; † 1917)                                    | Franz Joseph I.                              | Aleksandar Obrenovic               | 7. Jan. 1903     |
| 7. Jan. 1903           | Konstantin Dumba                         |                                                   | Franz Joseph I.                              | Peter I.                           | 27. Juni 1905    |
| 27. Juni 1905          | Moritz Czikann von Wahlborn              |                                                   | Franz Joseph I.                              | Peter I.                           | 19. Juni 1907    |
| 19. Juni 1907          | Johann Forgách von Ghymes und Gács       |                                                   | Franz Joseph I.                              | Peter I.                           | 30. Apr. 1911    |
| 30. Apr. 1911          | Stephan von Ugron zu Ábránfalva          | (1862; † 1948)                                    | Franz Joseph I.                              | Peter I.                           | 13. Nov. 1913    |
| 13. Nov. 1913          | Wladimir Giesl von Gieslingen            |                                                   | Franz Joseph I.                              | Peter I.                           | 25. Juli 1914    |
| 1. Nov. 1919           | Maximilian von Hoffinger                 | 9. Mai 1925 Vorlage des Akkreditierungsschreibens | Karl Renner                                  | Peter II.                          | 27. März 1935    |
| 9. Juni 1928           | Hermann Polenies                         | [ 2 ]                                             | Ignaz Seipel                                 | Peter II.                          | 27. März 1935    |
| 1935                   | Heinrich Schmid                          |                                                   | Kurt Schuschnigg                             | Peter II.                          | 1937             |
| Apr. 1937              | Lothar Wimmer                            |                                                   | Kurt Schuschnigg                             | Peter II.                          | 1938             |
| 1947                   | Walter Conrad-Eybesfeld                  |                                                   | Leopold Figl                                 | Josip Broz Tito                    | 1949             |
| 1949                   | Karl Braunias                            |                                                   | Leopold Figl                                 | Josip Broz Tito                    | 1952             |
| 1953                   | Walter Wodak                             |                                                   | Julius Raab                                  | Josip Broz Tito                    | 1959             |
| 1965                   | Karl Hartl                               |                                                   | Josef Klaus                                  | Petar Stambolic                    |                  |
| 1972                   | Alexander Otto                           |                                                   | Bruno Kreisky                                | Džemal Bijedic                     | 15. Mai 1977     |
| 1977                   | Helmut Liedermann                        |                                                   | Bruno Kreisky                                | Veselin Ðuranovic                  | 1981             |
| 1985                   | Paul Leifer                              |                                                   | Fred Sinowatz                                | Milka Planinc                      | 1991             |
| 1991                   | Walter Siegl                             |                                                   | Bundesregierung Vranitzky III                | Dragutin Zelenović                 | 1993             |
| 1993                   | Michael Weninger                         | Geschäftsträger                                   | Bundesregierung Vranitzky III                | Nikola Šainović                    | 1997             |
| 1997                   | Wolfgang Petritsch                       |                                                   | Bundesregierung Klima                        | Nikola Šainovic                    | 2001             |
| 1999                   | Werner Almhofer                          | Geschäftsträger                                   | Bundesregierung Klima                        | Nikola Šainovic                    | 2001             |
| 2001                   | Hannes Porias                            |                                                   | Bundesregierung Schüssel I                   | ?                                  | 2005             |
| 2005                   | Gerhard Jandl                            |                                                   | Bundesregierung Schüssel II                  | ?                                  | 2008             |
| 16. Okt. 2008          | Clemens Koja                             |                                                   | Alfred Gusenbauer Bundesregierung Gusenbauer | Regierung Koštunica II             | 2012             |
| 23. Okt. 2012          | Johannes Eigner                          |                                                   | Werner Faymann                               | Regierung Dačić                    | 2017             |
| 6. März 2018           | Nikolaus Lutterotti                      |                                                   | Bundesregierung Kurz I                       | Kabinett Brnabić I                 |                  |

Quelle: